# Lata 30. XIX wieku
Lata 30. XIX wieku
Stulecia: XVIII wiek ~ XIX wiek ~ XX wiek
Dziesięciolecia: 1780–1789 « 1790–1799 « 1800–1809 « 1810–1819 « 1820–1829 « 1830–1839 » 1840–1849 » 1850–1859 » 1860–1869 » 1870–1879 » 1880–1889
Lata: 1830 • 1831 • 1832 • 1833 • 1834 • 1835 • 1836 • 1837 • 1838 • 1839

Rewolucja lipcowa we Francji

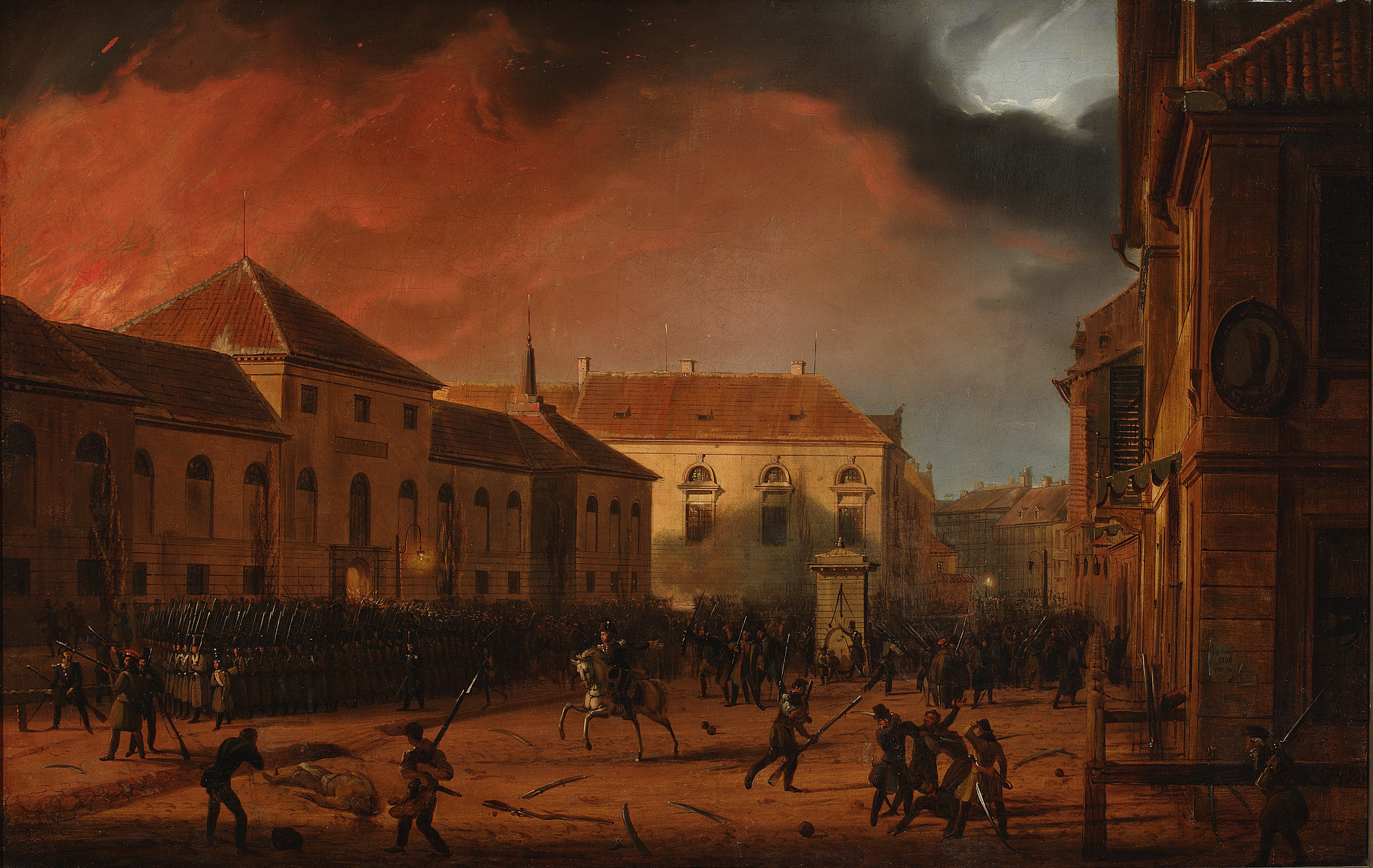
Powstanie listopadowe

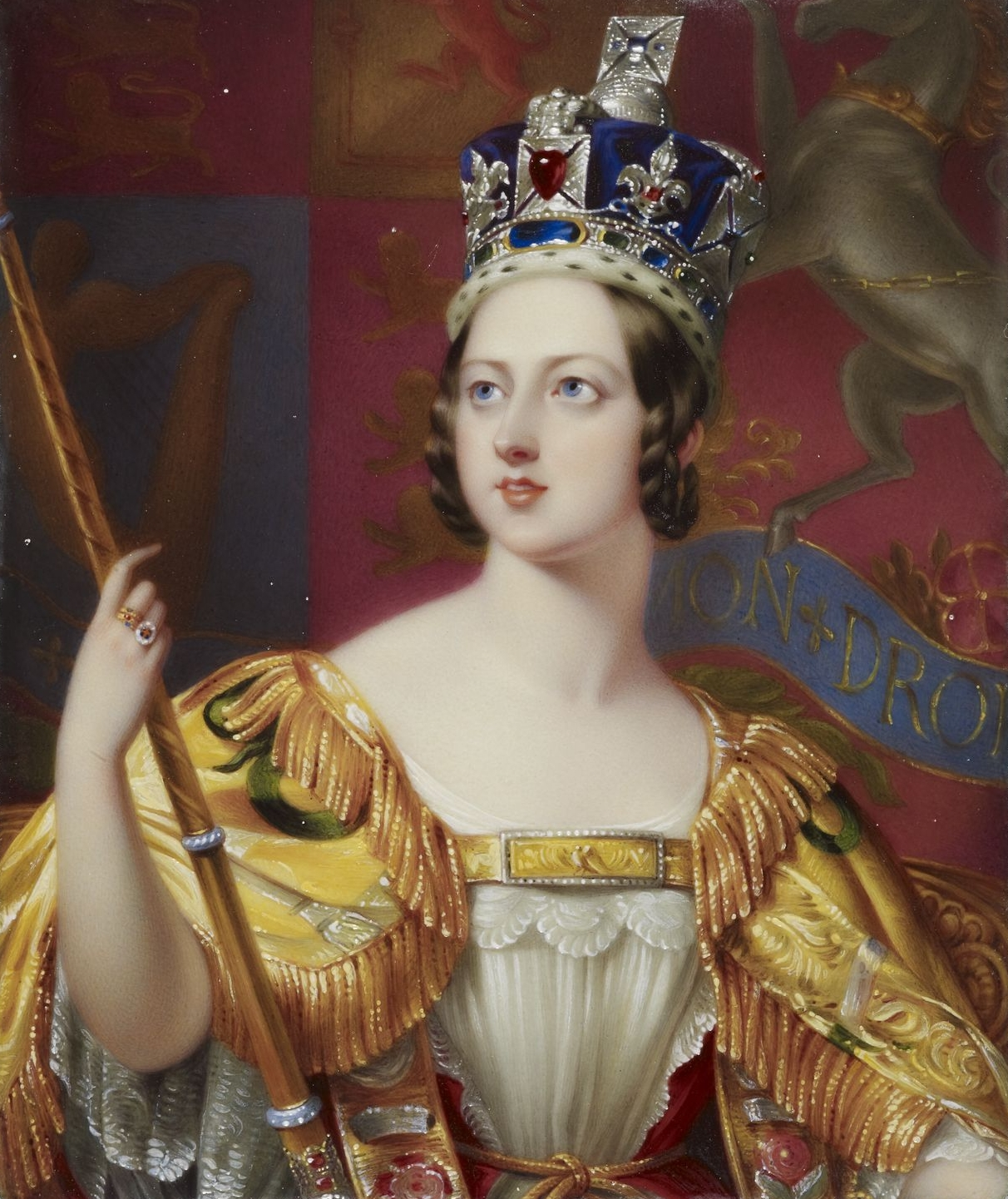
Wiktoria Hanowerska

## Wydarzenia
- Powstanie listopadowe
- Powstanie belgijskie
- Rewolucja lipcowa
- Bitwa o Alamo
- I wojna opiumowa
- Samuel Morse po raz pierwszy zademonstrował w Morristown (New Jersey) działanie telegrafu
- Louis Daguerre wykonał pierwsze zdjęcie Księżyca
- Wojna o niepodległość Grecji

## Technologia
- Telegraf
- Maszyna analityczna
- Maszyna do szycia
- Kosiarka
- Rewolwer
- Koparka parowa

## Osoby
- Mikołaj I Romanow
- Fryderyk Wilhelm III Pruski
- Franciszek II Habsburg
- Ferdynand I Habsburg
- Wilhelm IV Hanowerski
- Wiktoria Hanowerska
- Ludwik Filip I
- Klemens Lothar von Metternich
- Andrew Jackson
- Martin Van Buren
- Grzegorz XVI
- Victor Hugo
- Charles Dickens
- Hans Christian Andersen